# Памятники Дружковки

## Посвящённые Великой Отечественной войне
- Памятник «Танк» — 1977, воинам 3-й Гвардейской армии Юго-Западного фронта, освобождавшей Дружковку, Юбилейный сквер
- Вечный огонь и братская могила — в сквере Победы в посёлке Карловка, 1959
- Пямятник членам подпольной организации «Ленинская искра» — в Старом парке (8/V/1968, автор В. Дубинин)
- памятник рабочим машзавода, погибшим в Гражданскую и Отечественную войну (1975) — напротив проходных ДМЗ по ул. Соборной
- курган Славы, 1985, в конце ул. Космонавтов
- рабочим метизного завода, погибшим в Войне, 1980, автор А. И. Базанов, сквер между заводом, ул. Соборной и Торцом
- знак на месте массовых расстрелов граждан в 1941—1943, сквер между метизным заводом, ул. Соборной и Торцом

## Памятники государственным и политическим деятелям
- Памятник В. И. Ленину — установлен 20/IV/1960 на центральной Соборной площади (ранее - Ленина) города, авторы А. Я. Футерман и В. М. Опащенко. Демонтирован в соответствии с законом о декоммунизации в июне 2015 г.[1]
- Бюст А. Г. Зубареву — был установлен у входа в школу № 2 (разгромлен варварами)
- Памятник Н. В. Носуле
- борцам за советскую власть, 1978, сквер Юбилейный

## Памятник архитектуры
- Свято-Николаевская церковь — ул. Соборная, 35 (1898—1900)

## Другие памятники
- Дружковские окаменевшие деревья — уникальный памятник природы. На площади около 1 га разбросаны окаменевшие стволы араукарий.
- Самолёт МиГ-15УТИ — установлен в 1977 в честь 50-летия ДОСААФ и курсантов Дружковской школы ОСОАВИАХИМа, пересечение улиц Космонавтов и Машиностроителей.
- Памятник «Пушка» — установлен на пересечении улиц Энгельса и Козацкой.
- памятник козаку Дружко, основателю города. Установлен 12 сентября 2008 года около здания городского совета.
- знак 200-летия Дружковки, 1981, ул. Космонавтов